# James Barbagallo
James Angelo Barbagallo (Pittsburg, 3 novembre 1952 – San Leandro, 26 febbraio 1996) è stato un pianista statunitense.

## Biografia
Iniziò a studiare musica sin dall'età di nove anni, formandosi in seguito alla Juilliard School di New York dove ha conseguito il Bachelor e il diploma, allievo di Sascha Gorodnitzki di cui divenne successivamente anche assistente.
Per molti anni ha suonato nel Trio Amadeus, prima di intraprendere la carriera di concertista solista. 
Nella sua carriera di concertista ha vinto numerosi premi in competizioni pianistiche internazionali quali ad esempio il Concorso internazionale Čajkovskij (medaglia di bronzo), il Concorso internazionale di Ginevra, il Concorso pianistico internazionale Gina Bachauer ed altri, e inciso numerosi album per l'etichetta discografica Naxos Records / Marco Polo, fra cui l'opera pianistica integrale del compositore statunitense Edward MacDowell e l'integrale delle trascrizioni per pianoforte delle opere di Johann Sebastian Bach realizzate da Aleksandr Il'ič Ziloti, note come trascrizioni Bach-Siloti, durante la registrazione delle quali la morte lo colse lasciando l'opera incompiuta.
Barbagallo è deceduto improvvisamente per un infarto cardiaco all'età di 43 anni.